# 제라드 맨리 홉킨스

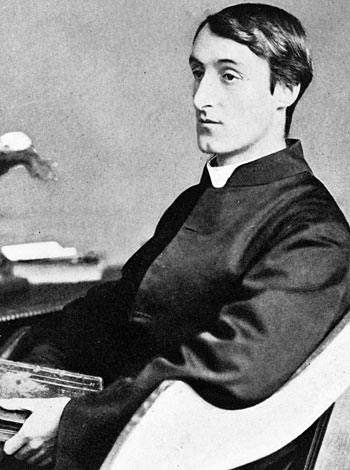

제라드 맨리 홉킨스(Gerard Manley Hopkins, 1844년 7월 28일 ~ 1889년 6월 8일)는 영국의 종교인, 시인이다.
옥스퍼드 대학에서 고전을 배웠고 키츠풍(風)의 시를 섰으며 페이터의 가르침을 받았으나 뉴먼의 감화로 카톨릭으로 개종, 제수이트회에 들어가 성직을 갖는다. 그러나 생래적인 예민한 감수성과 풍부한 상상력은 다시금 그를 시창작에 몰두하게 하여 ‘스퍼렁 리듬’ (Sprung Rhythm)이라고 하는 독자적인 운율로 대담한 어휘와 어법(語法)으로써 미의 추구와 신앙, 이러한 내심의 갈등을 노래하였다. 그의 시는 1916년에 브리지스의 진력(盡力)으로 출판되어 젊은 시인들에게 커다란 영향을 주었다.

## 생애
1844년 7월 28일 런던 근교의 스트랫퍼드에서 태어났다. 그는 여덟 남매 가운데 맏이였으며, 그의 가족은 영국 성공회의 고교회파에 속하는 경건한 교인들이었다. 그는 10세부터 대학에 진학할 때까지 하이게이트 스쿨(Highgate School)에서 공부했는데 이 기간 동안 대학 진학을 위한 그리스어와 라틴어 중심의 학업에 열중하면서 꾸준히 시를 썼고 장차 시인이며 미술가인 로세티(Dante Gabriel Rossetti, 1828∼1882)와 같은 예술가가 되고 싶어 했다.
그는 1863년 4월 옥스퍼드 대학교의 베일리얼 칼리지에 입학했는데 그곳에서 그는 자연을 면밀하게 관찰하고 자연 현상을 언어로 재구성하는 연습을 꾸준히 했다. 그는 또한 후일 영국의 계관 시인이 된 로버트 브리지스와 자신의 가톨릭 개종에 중요한 계기를 제공한 딕비 돌번(Digby Dolben)과 우정을 쌓았다. 그는 옥스퍼드에서 고전 문학, 역사, 철학, 성서, 논리학 등을 공부했는데 조엣(Benjamin Jowett), 그린(T. H. Green), 페이터(Walter Pater) 등으로부터 세심하게 분석하고 정확하게 표현하는 법을 배울 수 있었다. 그러나 무엇보다도 옥스퍼드 대학 시절에 그의 종교적 신념은 새로운 전환점을 맞고 있었다. 1864년부터 그는 가톨릭교회의 성체 성사와 신의 현존 교리에 강하게 이끌렸는데, 여태까지 그가 준봉해 온 국교인 성공회가 그리스도교 신앙의 요체라고 할 “성체 성사 안의 그리스도의 현존”을 믿지 않는 “모호하고, 위험하며, 비논리적인” 교회라는 확신에 이르게 되었다. 가톨릭의 현존 교리에 대한 확고한 믿음은 1866년 그로 하여금 성공회에서 받던 고해성사를 스스로 중단하게 했고 그는 학위를 받은 후 즉시 가톨릭으로 개종할 결심을 했다. 그래서 그는 한때 성공회 사제였고 뛰어난 설교로 명성이 자자했으나 1845년에 가톨릭으로 개종한 ‘옥스퍼드 운동’의 대부 뉴먼(John Henry Newman)을 만났고, 그는 홉킨스를 지체 없이 가톨릭교회로 받아들였다. 그러나 홉킨스의 개종은 그의 가족과 절친한 국교도 친구들에게 커다란 고통의 원인이 되었다. 다음 해인 1867년 6월 그는 고전학에서 수석의 명예를 안고 학위를 받았다. 그 후 뉴먼이 설립한 버밍엄의 오라토리 스쿨에서 고전을 가르쳤는데 가톨릭 사제성소(司祭聖召)를 진지하게 생각하던 그는 마침내 결심을 굳히고 1868년 예수회 입단을 청원했다. 이때 그는 시 쓰는 일이 성직의 직분에 어울리지 않는다고 생각해 창작을 중단하고 지금까지 쓴 시들도 소각했다. 그는 사제가 되기 위한 첫 과정인 ‘수련 수사’가 되어 예수회의 만레사 하우스에서 성 이냐시오 로욜라의 ≪영신 수련≫에 따른 30일간의 엄격하고 긴 피정을 마친다. 수련 수사가 된 지 2년 후인 1870년 9월 8일 그는 예수회원으로 서원하며 랭커셔의 스토니허스트에서 3년 과정의 철학 공부를 시작한다. 이때부터 그는 로만 칼라와 검은색 수단을 착용하게 된다. 이 동안에도 그는 자연에 대한 면밀한 관찰과 그로부터 얻는 기쁨을 꾸준히 일기로 기록했으며 강렬하고 독창적인 이미지들을 창조해 나갔다. 1872년 그는 피터 롬바드(Peter Rombard)의 ≪문장론≫에서 던스 스코터스에 관한 글을 읽고 거기에서 ‘인스케이프’의 개념을 신학적으로 뒷받침할 수 있는 확고한 이론적 근거를 발견한다. 1873년 그는 로햄튼에서 논리학을 가르치기 시작했는데 이때 예수회에 대한 심한 반감으로 관계가 소원했던 로버트 브리지스와 다시 교류를 시작한다. 1874년 8월 그는 북웨일스의 성 보노 대학에서 4년 과정의 신학 공부를 시작한다. 여기서 그는 웨일스의 아름다운 자연에 반하고 웨일스어의 음악적 아름다움에 크게 매료되며 웨일스어를 배우기도 했다.
홉킨스의 예술적 침묵은 한 사건에 의해 종지부를 찍게 된다. 1875년 12월에 템스 강 하구에서 독일 여객선 도이칠란트 호가 좌초되어 다섯 명의 수녀와 많은 인명이 희생되는 해난 사고가 일어났다. 당시 대학 총장이던 제임스 존스 신부는 홉킨스에게 그 사건을 기리는 시를 썼으면 좋겠다는 제안을 했고 홉킨스는 7년 동안의 침묵을 깨고 그의 대작 ＜도이칠란트 호의 난파＞를 쓰기 시작했다. 그는 이 작품을 이듬해인 1876년 봄에 완성해 예수회 월간지 ≪먼스(The Month)≫에 기고했으나 난해하다는 이유로 출판이 거부되었다. 그러나 1877년은 ＜하느님의 장엄＞, ＜봄＞, ＜황조롱이＞ 등 일련의 주옥같은 자연시들이 쏟아져 나온 기념비적인 해였다. 그는 같은 해 9월 사제 서품을 받았다. 그러나 그의 가족은 아무도 서품식에 참석하지 않았다. 이듬해인 1878년 3월 영국 훈련선 유리디시 호가 인근 해역에서 침몰해 317명이 사망하는 대형 해난 사고가 발생했다. 그는 이 사건을 기려 ＜유리디시 호의 침몰＞을 써서 다시 ≪먼스≫에 기고했으나 이 역시 출판이 거부되었다. 그는 4월에 스토니허스트 대학으로 보내져 그곳에서 런던 대학 학위를 준비하는 학생들을 지도하며 ＜5월의 마니피카트＞를 창작한다.
1879년 이후 1883년까지 그는 보좌 신부나 임시 업무 등을 맡으며 여러 지역의 가톨릭 성당에서 성직을 수행했는데 사목에는 크게 성공적이지 못했던 것으로 보인다. 그러나 그동안 그는 다양한 체험들을 주옥같은 시로 승화시켰다. 1879년에는 ＜던스 스코터스의 옥스퍼드＞, ＜빈지의 미루나무들＞, ＜헨리 퍼셀＞ 등을 썼고, 이듬해인 1880년에는 사목 활동에서 얻은 체험을 통해 ＜필릭스 랜들＞을 썼으며, 오늘날 홉킨스의 가장 애송되는 시 가운데 하나인 ＜봄과 가을＞도 이 시기에 썼다. 이 시기는 사제로서 홉킨스가 가장 보람을 느끼고 행복했던 때였다. 1882년 그는 다시 랭커셔의 스토니허스트 대학에서 고전을 가르치게 되는데 이 시기에 쓴 ＜납 메아리와 금 메아리＞는 그가 미국 시인 월트 휘트먼의 영향을 받았음을 보여 준다. 그리고 1883년 5월 성모의 달을 기념해 ＜우리가 숨 쉬는 공기 같은 복되신 동정녀＞를 쓰는데 이것은 후에 홉킨스가 쓴 성모 마리아에 관한 시들 가운데 가장 많이 애송되는 작품이 되었다.
홉킨스가 더블린에서 보낸 마지막 삶은 불행했다. 1884년 2월 그는 아일랜드 로열 유니버시티의 연구원으로 임명되고 더블린의 유니버시티 칼리지의 그리스어 교수로 부임했다. 당시 이 대학은 쇠락의 길을 걷고 있었고 건물은 낡을 대로 낡은 채 예수회에 일임되어 있었다. 그는 과중한 시험과 성적 처리 업무 등에 짓눌려 심한 피로와 우울증에 시달리게 되었고, 계속되는 시민 봉기와 영국에 대한 아일랜드 사람들의 적대감, 그리고 조국으로부터 버려졌다는 소외 의식 등은 해가 갈수록 그를 절망에 빠지게 했다. 1885년 그의 고통은 이른바 ‘어둠의 소네트’, 곧 ＜‘부육(腐肉)의 위안’＞, ＜‘최악은 없다’＞, ＜‘이방인’＞, ＜‘나는 잠 못 이루며 느끼노라’＞, ＜‘내 마음’＞ 등과 같은 절망적이고 고통스러운 정서가 담긴 시들을 낳았다. 1886년부터는 우울과 좌절의 고통에서 다소 회복되긴 했으나 그가 더블린에 도착한 지 3년째 되던 1887년 2월 17일자 일기에서 그는 이렇게 술회했다. “나는 아일랜드에서 3년째인데 그것은 힘겹고 사람을 지치고 마르게 하는 허비된 세월이었다.” 1889년 그는 ＜‘주님, 당신은 정말 옳으십니다’＞에서 자신의 불행한 처지를 예언자 예레미야의 고난에 비유해 표현했고, 같은 해 4월 마지막 작품이 되고 만 ＜R. B.에게＞에서 자신이 더 이상 시를 쓸 수 없을 만큼 시적 영감이 고갈되었다고 탄식했다.
홉킨스는 악성 장티푸스에 감염되고 복막염이 겹쳐 1889년 6월 8일 44세를 일기로 갑작스럽게 사망했다. 임종 때 그는 “나는 매우 행복합니다, 나는 매우 행복합니다, 나는 내 인생을 사랑했습니다”라는 말을 남기고 선종했다. 그의 유해는 더블린의 북쪽에 위치한 글래스네빈 공동 묘역에 안장되었다. 그가 죽은 지 29년 뒤인 1918년 영국의 계관 시인이던 로버트 브리지스는 홉킨스의 첫 시집 ≪제라드 맨리 홉킨스 시집≫을 런던에서 출간했고, 1975년엔 그의 탁월한 문학적 공적을 기려 런던의 웨스트민스터 사원의 ‘시인 구역’에 그의 기념 표석이 놓였다.